# Ciutulești
Ciutulești è un comune della Moldavia situato nel distretto di Florești di 3.134 abitanti al censimento del 2004

## Località
Il comune è formato dall'insieme delle seguenti località (popolazione 2004):
- Ciutulești (2.307 abitanti)
- Ion Vodă (333 abitanti)
- Mărinești (21 abitanti)
- Sîrbești (473 abitanti)